# HD 63454
Ceibo eller HD 63454 är en ensam stjärna belägen i den norra delen av stjärnbilden Kameleonten. Den har en skenbar magnitud av ca 9,40 och kräver åtminstone ett mindre teleskop för att kunna observeras. Baserat på parallaxmätning inom Hipparcosuppdraget på ca 29,0 mas, beräknas den befinna sig på ett avstånd på ca 113 ljusår (ca 35 parsek) från solen. Den rör sig bort från solen med en heliocentrisk radialhastighet på ca 34 km/s. Stjärnan ligger nära den södra himmelspolen och är aldrig synlig norr om latitud 12° N.

## Nomenklatur
På förslag av Uruguay i NameExoWorlds-kampanjen vid IAU:s 100-årsjubileum 2019 godkände International Astronomical Union namnen Ceibo (korallbuske) för HD 63454 och Ibirapita (Peltophorum Dubium) för exoplaneten HD 63454 b. De är "kulturellt betydande trädarter som är inhemska i Uruguay." Ceibo är namnet på det ursprungliga trädet i Uruguay som ger upphov till den nationella blomman." Ibirapitá är namnet på ett inhemskt träd som är karakteristiskt för Uruguays land och är också känt som Artigas’ träd, efter den nationella hjälten.

## Egenskaper
HD 63454 är en orange till röd stjärna i huvudserien av spektralklass K4 V. Den har en massa som är ca 0,8 solmassor, en radie som är ca 0,7 solradier och har ca 0,24 gånger solens utstrålning av energi från dess fotosfär vid en effektiv temperatur av ca 4 800 K.

## Planetsystem
År 2000 hittades en het Jupiter, HD 63454 b, av Claire Moutou, Michel Mayor och François Bouchy genom metoden med mätning av radialhastighet.
| Planet | Massa    | Halv storaxel (AE) | Siderisk omloppstid (d) | Excentricitet | Inklination | Radie |
| ------ | -------- | ------------------ | ----------------------- | ------------- | ----------- | ----- |
| b      | >0,38 MJ | 0,036              | 2,817822 ± 0,000095     | 0             | -           | -     |